# 建州兵变
建州兵变是指南宋初年在建州（治所在今福建省建瓯市）发生的一系列兵变。
南宋建炎元年九月初二（1127年10月9日），建州禁军军校张员等6人，因对转运司长期拖欠“卸甲钱”的行为感到愤恨，利用建州驻军大阅的时机，发动兵变，杀死转运使毛奎和福建路兵马都监田某，并拘留知州张勤和提举官王浚明，占领建州城。朝请郎王准被任命为统制官，率建州诸县弓手和南剑州兵征讨叛军。王准率军至建州城下，与张员相持日久，未能攻破城池。十二月，宋高宗下令招安，并任命魏胜为建州兵马监押。建炎二年（1128年）五月，新任福建转运官谢如意与建州分都监黄涛和魏胜，将兵变首领张员等6人诱至福建路分厅，全部擒斩。
张员被杀后，南宋朝廷命方承知建州，要他安抚士兵，方承停留在建阳，不敢进入建州城。当时，建州兵得知朝廷将抽调士卒北上“勤王”，他们不肯动身，于是推举叶浓、叶明珍、范擒虎为首领，于六月初一（1128年6月30日）夜再次举行兵变。叶浓带领士兵数千人，杀死官吏，夺取建州观察使的印信，向福州进发。六月十六，攻克古田城。六月廿一，抵达福州城西门。叶浓在福州城下驻留十余日，攻城未克，便率军朝东北方向转移。七月廿一，攻克宁德城。在击败长溪（今霞浦）援兵后，回师建州。八月，再次向北进攻。八月十八，攻入政和。八月十九，攻克松溪。九月十一，攻克浦城。随后，进入两浙路龙泉县境内。南宋朝廷急忙派遣御营中军都统制张浚、两浙提点刑狱赵哲率兵2千人，号称1万人，协同福建官军镇压。叶浓见形势不利，便退守建州。十一月十三，叶浓与张浚大战于建州城下，兵败，率余部东撤。赵哲派人前去招安，叶浓于十二月初十（1129年1月2日）投降。不久，张浚以“复谋为叛”的罪名，将叶浓等人捕杀。